# 陶大有 (嘉靖進士)
陶大有（1512年—？），字子謙，号同野、鳴埜，浙江紹興府會稽縣人，明朝政治人物。陶大臨從弟。

## 生平
嘉靖二十二年（1543年）癸卯科浙江鄉試第四十七名舉人，二十三年（1544年）聯捷甲辰科會試第五十二名，二甲第四十名進士。三十七年（1558年）任廣東廣州府知府。官至山西按察司副使。

## 家族
曾祖陶性，貢士；祖父陶諮，知縣；父陶師文，知縣。母楊氏。重慶下。兄陶大經（省祭官）、陶大倫、陶大本（監生），弟陶大用（省祭官）、陶大羊（南京兵部主事）、陶大觀、陶大心、陶大章、陶大山、陶大益、陶大時、陶大防、陶大輅、陶大冕、陶大廷。